# Estación Etzwilen TG

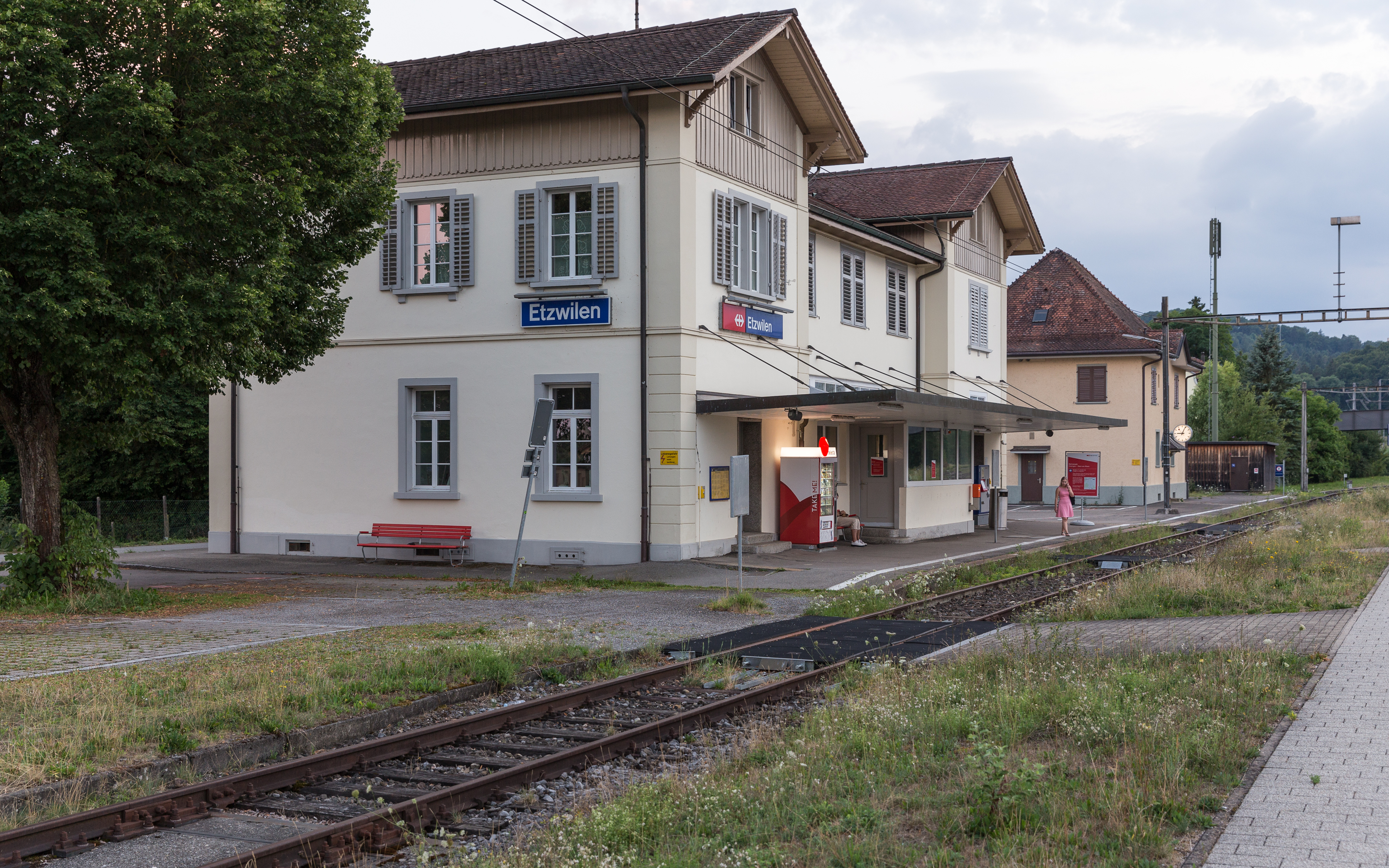

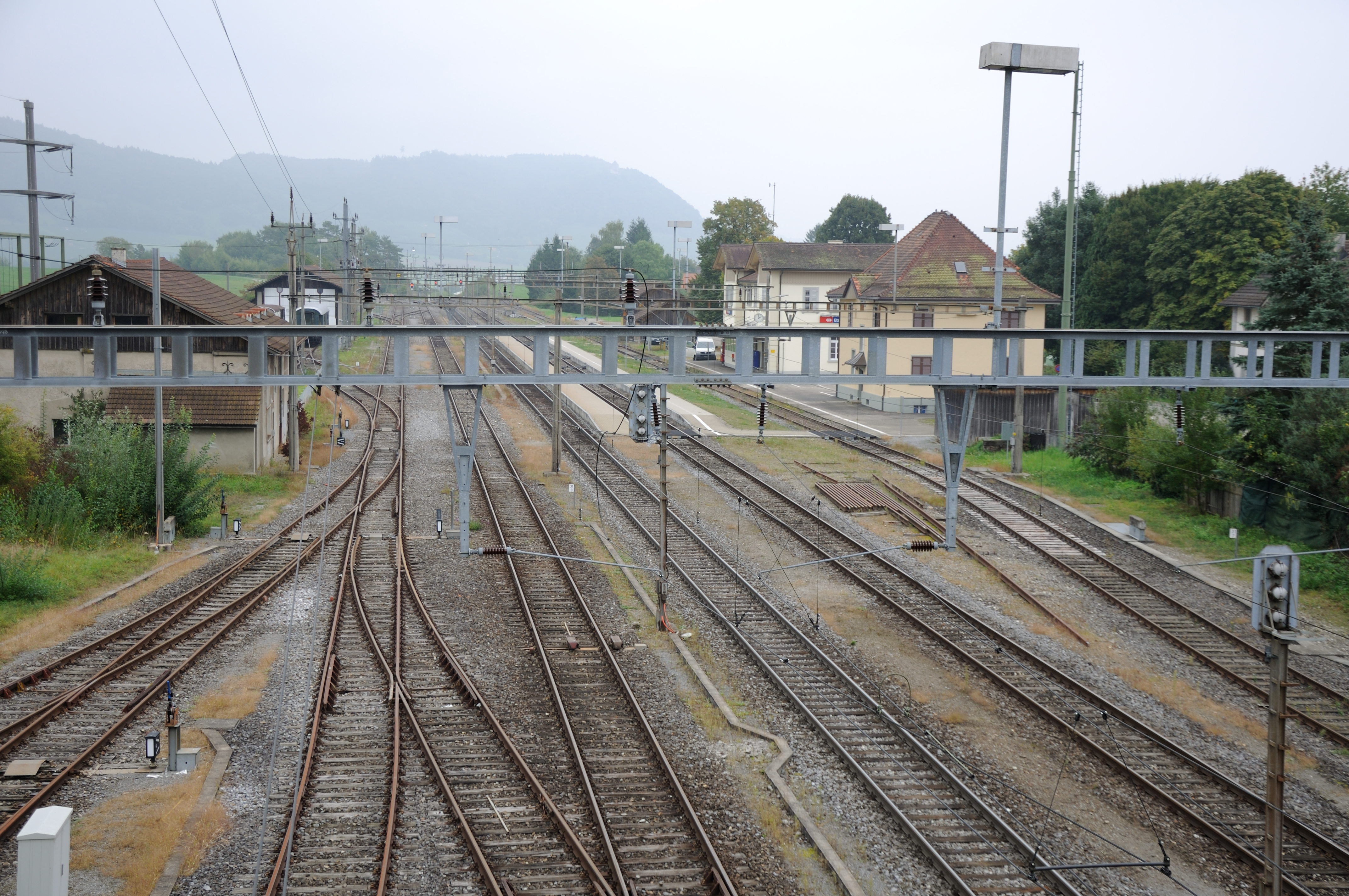

La estación Etzwilen TG es una estación de tren en el pueblo de Etzwilen en el cantón suizo de Thurgau. Forma una parada para la línea del lago de Schaffhausen a Wil y la línea Winterthur - Stein am Rhein. Llama la atención el número relativamente elevado de pistas, la mayoría de las cuales siguen sin utilizarse.